# 高松市立庵治小学校
高松市立庵治小学校（たかまつしりつ あじしょうがっこう）は、香川県高松市庵治町にある公立小学校。

## 概要
高松市の東部、庵治町に位置する。

## 学校データ
- 児童数：221人（2013年度[1]）

学校施設（平成25年5月1日現在）
- 普通教室：14教室
- 特別教室：12教室
- 校舎面積：4739m2
- 体育館面積：2344m2
- プール設置：あり
- 学校給食の型：完全

## 歴史

### 年表
- 1872年（明治5年）10月 - 剣山西小学校を願成寺に開設[2]。
- 1874年（明治7年）8月 - 大仙小学校を浜地倉に開設し、剣山西小学校は廃止。
- 1875年（明治8年）8月 - 剣北小学校を兵庫畑薬師庵に開設。
- 1885年（明治18年）10月 - 大仙小学校、剣北小学校を統合して、庵治小学校を桜八幡神社に開設。
- 1887年（明治20年）4月 - 庵治尋常小学校と改名。
- 1892年（明治25年）8月 - 陸分教場、浜分教場を開設。
- 1894年（明治27年）2月 - 分教場廃止
- 1897年（明治30年）4月 - 高尻仮教場開設
- 1902年（明治35年）4月 - 庵治尋常高等小学校となる（尋常4年、高等4年）。
- 1908年（明治41年）4月 - 尋常科6年、高等科2年となる。
- 1918年（大正7年）3月 - 講堂新築
- 1918年（大正7年）10月 - 校旗寄贈、校章が公案構成される。
- 1927年（昭和2年）4月 - 高尻、大島仮教場を分教場とする。
- 1934年（昭和9年）2月 - 2階建てコの字形校舎改築。
- 1941年（昭和16年）4月 - 庵治国民学校と改名。
- 1942年（昭和17年）4月 - 大島に庵治第二国民学校創設。
- 1947年（昭和22年）4月 - 新学制により庵治小学校と改名。庵治中学校を併設。
- 1956年（昭和31年） - 高尻分教場新校舎完成
- 1957年（昭和32年）3月 - 校舎改築、合計31教室
- 1959年（昭和34年）6月 - 体育館完成
- 1967年（昭和42年） - プール完成
- 1968年（昭和43年）8月 - 各教室に電灯施設設置
- 1969年（昭和44年）8月 - 北棟2階廊下改造
- 1970年（昭和45年）3月 - 高尻分校廃止、スクールバス運行。温室、小鳥小屋完成。
- 1971年（昭和46年） - 香川県教育委員会より研究指定（学校経営）。
- 2006年（平成18年）1月10日 - 庵治町の高松市への合併に伴い、庵治町立から高松市立に変更。

### 全校児童数の推移
庵治小学校の児童数は減少傾向である。
- 2006年度：298人
- 2007年度：254人
- 2008年度：251人
- 2009年度：237人
- 2010年度：235人
- 2011年度：227人
- 2012年度：213人
- 2013年度：221人

## 進学先中学校
- 高松市立庵治中学校

## 校区内の主な施設
- 江の浜海水浴場

## 交通
- ことでんバス庵治線 庵治学校前バス停より徒歩4分（直線距離277m）。

## 通学区域
通学区域は庵治町（庵治第二小学校区を除く）。なお、庵治第二小学校区は、庵治町6034番地1～6096番地。